# Milerov oscilator
Milerov oscilator je vrsta elektronskog oscilatora, naročito pogodan za upotrebu u oscilatornim kolima sa pizoelektričnim kristalima. Milerov oscilator predsatavlja kristalni ekvivalent Hartlijevom oscilatoru, kod kojih nema međusobne induktivnosti između ploče i mreže. Milerov oscilator ima prosječnu frekvenciju odstupanja od oko 1,5 puta veću od Pirsovog oscilatora. Milerov oscilstor je najrasprostranjeniji među kristalnim oscilatorima. Razlog je veći izlaz koji može da se dobije za isti nivo kristala.

## O oscilatoru
Ploča kola mora biti induktivna u cilju da proizvodi tačan fazni pomjeraj ploča r-f napona, da nadoknadi otpornost u povratnu granu, jer ta otpornost sprečava neophodnih 180 stepeni za rotaciju ekvivalntnog generatora naponskog pojačanja koja se u potpunosti dešavaju u kolu sa povratnom spregom. Ukupna kapacitivnost viđena sa tačke gledišta kristala u ostatak kola, kristalno opterećenje, je u funkciji od frekvencije. Milerov oscilator ne može upravljati na više od jedne frekvencije i dalje predstavljati istu kapacitivnost za sve kristalne jedinice, osim pružajući prilagodjavanje parametrima kola. Bilo Pirsov ili Milerov oscilator izlaz ne moze da prelazi napon Zpg, najveće pojedinačne impedanse kola. Upotreba Milerovog oscilatora omogućava uštedu od jednog pojačavača u fazi. Povratna sprega kapacitivnosti Milerovog kola jednostavna je kapacitivnost anode resetka izmedju elektroda kapacitivne cijevi. Kada se u kolu koriste triodne cijevi, oscilacije se javljaju kada je izlaz kola induktivan pošto ulaz kola predstavlja negativan otpor kristala.
Kada se koriste dobro zaklonjene tetrode i pentode neophodno je da se poveže veoma mali kapacitet kroz anodu i rešetku terminala. Operacija je tada, iz više tehničkih razloga, identična onoj dobijenoj iz triode. Frekvencija će biti nešto niža, pa i kada se koriste triodne cijevi ili tetrodne „rezervoari“ rade nešto ispod rezonance. Talasni oblik izlaza je poboljšan upotrebom podešavnja kola tako da je L/C nisko u odnosu na L. Anoda rezervoara mora biti podešena na učestanosti iznad učestanosti oscilatora u cilju da impedansa rezervoara bude induktivna. Korisna snaga svih kvarcnih oscilatora je mala pa se na kraju svih kola dodaje izlazni pojačivački stepen.

## Upotreba
Milerov oscilator je napravljeni za visoko stabilne frekfencijske reference. Jedna od upotreba Milerovog kristalnog oscilatora je kod satova i kod lampi. Iako je kristalni oscilatori i dalje koriste kvarcne kristale, sve je veći broj uređaja koji koriste neke druge materijale, kao što su keramički rezonatori.

## Spoljašnje veze
- [мртва веза]